# Midtjylland régió
Midtjylland régió (Közép-Jyllandi régió) a 2007. január 1-jén életbe lépett közigazgatási reform szerint Dánia öt régiójának egyike.
Az új Midtjylland régió a korábbi Ringkjøbing megyét, Århus megye túlnyomó részét, valamint Viborg megye déli és Vejle megye északi felét foglalja magába.

## Községek
Dánia 98 községe közül a régió az alábbi 19-et foglalja magába:
- Favrskov község
- Hedensted község
- Herning község
- Holstebro község
- Horsens község
- Ikast-Brande község
- Lemvig község
- Norddjurs község
- Odder község
- Randers község
- Ringkøbing-Skjern község
- Samsø község
- Samsø község
- Skanderborg község
- Skive község
- Struer község
- Syddjurs község
- Viborg község
- Aarhus község

## Lásd még
- Dánia régiói

1. ↑  Population on the 1st of the quarter by marital status, age, time, area, and gender